# Historia del ala oeste

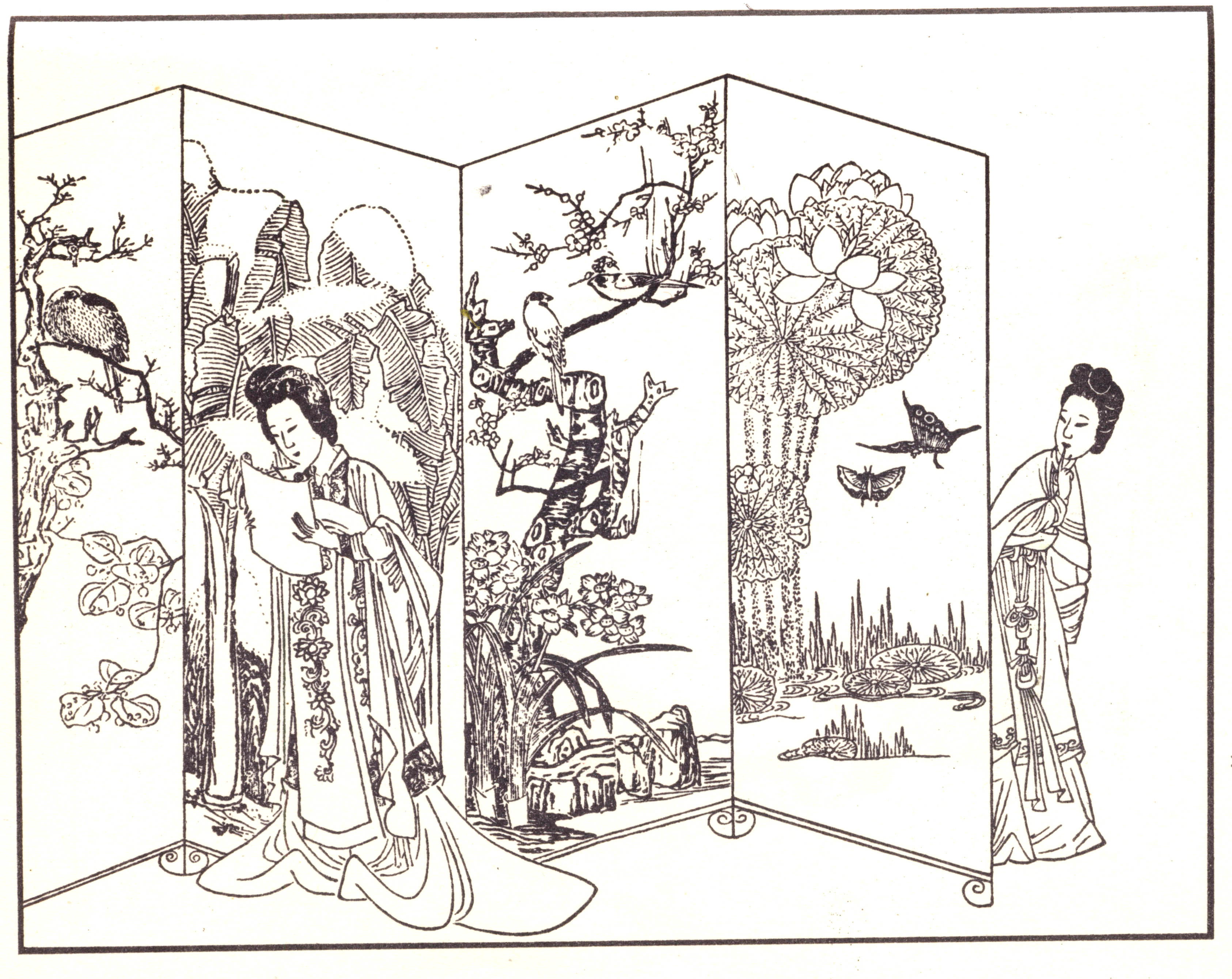
Grabado en madera ilustrando una escena de Xi Xiang Ji

Historia del ala oeste (en chino tradicional, 西廂記; en chino simplificado, 西厢记; pinyin, xīxiāngjì; Historia del ala oeste) es una de las obras más famosas de la dramaturgia China. Fue escrita por el dramaturgo Wang Shifu 王實甫(ca 1260-1336) de la Dinastía Yuan. Ambientada en la época de la Dinastía Tang, se trata de la historia de dos jóvenes enamorados que se aman aún sin el consentimiento de los padres y que representa “La comedia de amor más popular de China”, así como “La Biblia de los Amantes”. Inclusive algunos la han considerado potencialmente dañina, ya que se dice que algunos lectores languidecen bajo su influencia. El lenguaje artístico utilizado en Historia del ala oeste es rico, colorido y provisto de gracia literaria. Es la combinación de estas características que hacen que esta obra literaria sea popular, rítmica, natural y fluida. La abundancia de una concepción poética del arte en esta obra de literatura representa el gran éxito alcanzado gracias a un lenguaje artístico de sumo “Estilo y Gracia Literaria” usado en un drama clásico Chino.

## Argumento

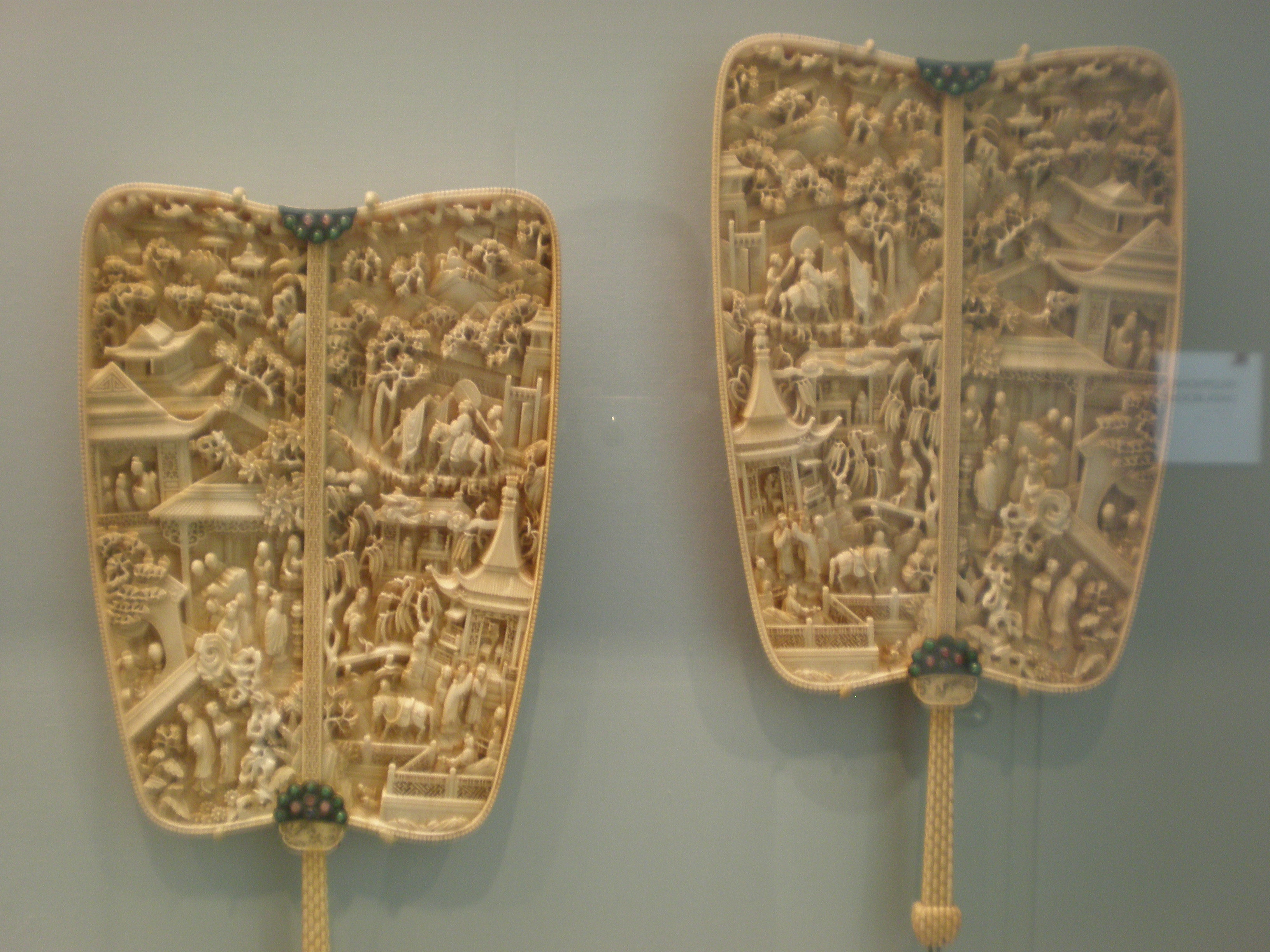
Un par de abanicos de marfil que representan escenas de Historia del ala oeste en el Museo de Arte Asiático de San Francisco.

La trama está compuesta de veintiún actos en cinco partes. Trata de la historia de amor secreta entre Zhang Sheng, un joven estudiante y Cui Yingying, la hija del principal consejero de la corte de Tang. Ambos jóvenes se conocen en un monasterio budista. Yingying y su madre se habían detenido en este lugar para descansar mientras escoltaban el féretro del padre de Yinying hacia su ciudad natal. Zhang Sheng se enamora de la muchacha a primera vista, pero se cuida de expresar sus sentimientos pues Yingying se encuentra bajo la estricta vigilancia de la madre. Lo máximo que puede hacer es declarar su amor leyendo un poema en voz alta y por detrás del muro que divide el patio del sitio donde Yingying se alojaba.
Mientras tanto, la fama de la belleza de Yingying llega a oídos de Sun el Tigre Volador, un bandido de la zona, quien envió a sus rufianes a rodear el monasterio, con la esperanza de raptar a la joven y desposarla. Ante esta situación la madre de Yingying anunció que a aquel que ahuyentara a los bandidos, le concedería la mano de su hija Ying en matrimonio. Fue así que Zhang Sheng se comunicó con su amigo de la infancia, el General Du, cuyo cuartel no quedaba muy lejos de allí. El General subyugó a los bandidos y todo parecía terminar con el feliz matrimonio de Zhang Sheng y Cui Yingying. Sin embargo, la madre de Yingying se arrepintió de la promesa dada a Zhang Sheng y se retractó con la excusa que Yingying ya estaba comprometida con el hijo de un alto oficial de corte. Los jóvenes enamorados se sintieron muy desilusionados y languidecían sufriendo por un amor sin esperanzas. Afortunadamente, una sirvienta de Yingying, Hong Niang, se apenó tanto de esta situación que se las ingenió para organizar que los jóvenes se unieran secretamente. Cuando la madre de Yingying se enteró de lo que su hija había hecho, tuvo, de mala gana, que consentir el matrimonio, con una sola condición: Zhang debía viajar a la capital y aprobar el examen de servicio civil. Para suerte de los jóvenes amantes, Zhan Sheng comprobó que era un estudiante brillante y fue ascendido al cargo de alto oficial. La historia tiene un final feliz, ya que los dos enamorados se llegan a casar.

## Desarrollo histórico
Historia del ala oeste fue en sus inicios contada por Yuan Zhen durante la Dinastía Tang como un cuento corto de la literatura china. Esta versión lleva como nombre La Historia de Yingying o la Biografía de Yingying. Esta versión difiere de la posterior, en cuanto que Zhang Sheng rompe su relación con Yingying y no le pide que se case con él. A pesar del triste final, la historia se hizo famosa a través de otros escritores y de obras de teatro que se basaron en ella durante siglos. Quizás como reverencia del sentimiento popular, el final de la historia ha ido gradualmente cambiando, orientándose hacia el final feliz del drama original. Un ejemplo de la versión modificada es la representación oral de Dong Liang de la Dinastía Jin. El drama de Wang Shifu ha sido modelado de manera semejante a esta representación.

## Reacciones
Debido a las escenas ambiguas que describen como Zhang Sheng y Cui Yingying viven intensamente su amor fuera del vínculo del matrimonio, los moralistas, tradicionalmente, han considerado "Historia del ala oeste", como una obra indecente, inmoral y escandalosa. Un título que ha ocupado los primeros puestos en la lista de Libros Prohibidos. Laihe informó que: “He escuchado que durante la década de 1590 la actuación de His-hsiang chi…aún estaba prohibida en las (buenas) familias. Gui Guang (1613-1673) denominó la obra como "el libro didáctico del libertinaje". Por otra parte, el famoso escritor Jin Shengtan consideró poco inteligente el hecho de declarar inmoral un libro con contenido sexual, pues, "Si consideramos (el sexo) atentamente, ¿existe acaso un día sin sexo? ¿cuál es el día sin sexo? ¿Dónde hay un lugar sin él? ¿Es posible decir que si hay (sexo) entre El Cielo y La Tierra, entonces ambos tendrían que desaparecer?”.
La temática del drama es un ataque a los moralismos tradicionales, que brinda su apoyo al justificado anhelo de los jóvenes de la época de casarse con la persona elegida, aunque sea basándose en cánones pasados como son la historia de un estudiante superdotado y su amor a primera vista por una linda chica. Tomando en consideración el punto de vista ortodoxo de la Sociedad de Confucio, el amor no representa la base del matrimonio, en una sociedad donde los matrimonios eran arreglados por los padres de las parejas; pero el final feliz de "Historia en el ala oeste" involucra las aspiraciones de la gente de una vida plena y más feliz.

## Películas
Fue llevado a la pantalla grande durante la era del cine mudo como La historia del ala oeste en China en 1927, dirigida por Li Minwei y Yao Hou.
Entre otras adaptaciones están:
- La historia del ala oeste (1997), filme hongkonés
- La historia del ala oeste (1955), otro filme hongkonés